# Hulbe-Gletscher
Der Hulbe-Gletscher ist ein 16 km langer Gletscher auf der Siple-Insel vor der Bakutis-Küste des westantarktischen Marie-Byrd-Lands. Er entwässert die Nordseite der Insel und mündet in das Getz-Schelfeis.
Das Advisory Committee on Antarctic Names benannte ihn 2003 nach der US-amerikanischen Geologin und Glaziologin Christina L. Hulbe von der Portland State University, welche sich seit 1990 in Theorie und Praxis mit den Eisbewegungen in Antarktika befasst hatte.